# Antonio de Guill y Gonzaga
Antonio de Guill y Gonzaga (Valencia, España, 1715 - Santiago, Reino de Chile, 24 de agosto de 1768) fue un militar español, administrador colonial del Imperio español en calidad de Gobernador del Reino de Chile.

## Gobernador del Reino de Chile
Durante su gobierno, por disposición de él, Talcahuano es declarado “Puerto de Registro Surgidero y Amarradero de Naves".
En 1765 funda la Villa San Luis Gonzaga de Rere y Tucapel Nuevo, al año siguiente se funda San Carlos de Yumbel, todas ellas en el traspaís de Concepción. En Chiloé, se funda San Carlos de Chonchi en 1767 y San Carlos de Ancud en 1768.
Celebra con los mapuches el "Parlamento de Nacimiento".
Además, a él le tocó hacer cumplir, el 27 de agosto de 1767, la expulsión de la Congregación Jesuita del Imperio español.